# Pseudobagrus taiwanensis
Pseudobagrus taiwanensis är en fiskart som beskrevs av Oshima, 1919. Pseudobagrus taiwanensis ingår i släktet Pseudobagrus, och familjen Bagridae. Inga underarter finns listade.
Arten är endemisk i Taiwan, varifrån den har fått sitt latinska artnamn.